# Makó
Makó (Roemeens: Macău) is een stad in Csongrád-Csanád, in het zuidoosten van Hongarije en telt circa 25.000 inwoners. De stad ligt ten oosten van Szeged aan de Maros, dicht bij de Roemeense en Servische grens. Makó is vooral bekend als centrum van de uienteelt en als geboorteplaats van de krantenmagnaat Joseph Pulitzer.
Makó heeft een in 1836 verbouwd en uitgebreid classicistische raadhuis. In het centrum is ook een thermaalbad en een hervormde kerk die zeer toepasselijk aan het Kálvin tér ligt.
De stad was tot 1950 de hoofdstad van het opgeheven comitaat Csanád. Het huidige stadhuis was het comitaatshuis. Delen van het voormalige comitaat liggen nu in het nabijgelegen Roemenië.
Makó heeft een samenwerkingsband met de Roemeense gemeente Balinț.

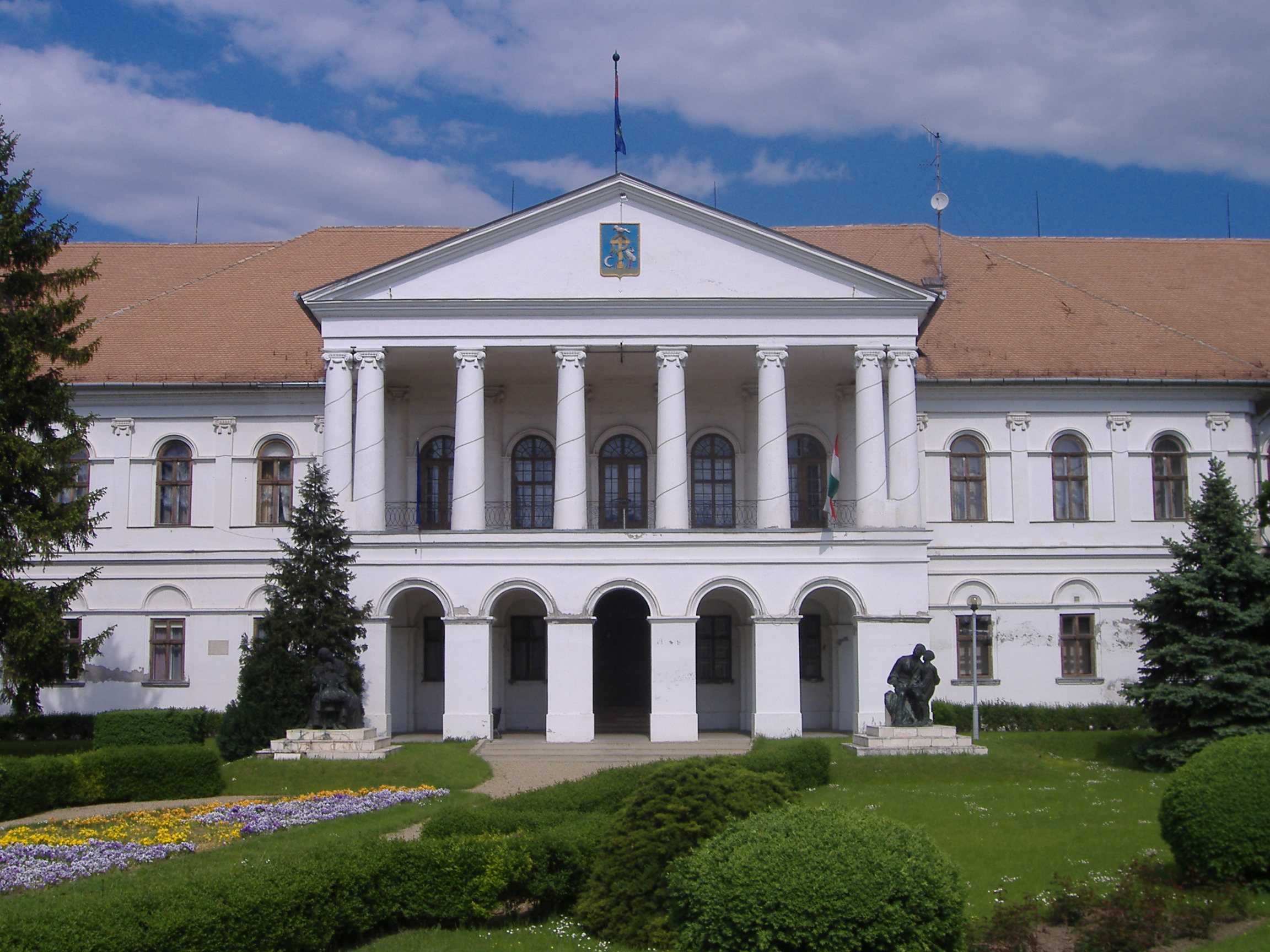
Stadhuis van Makó
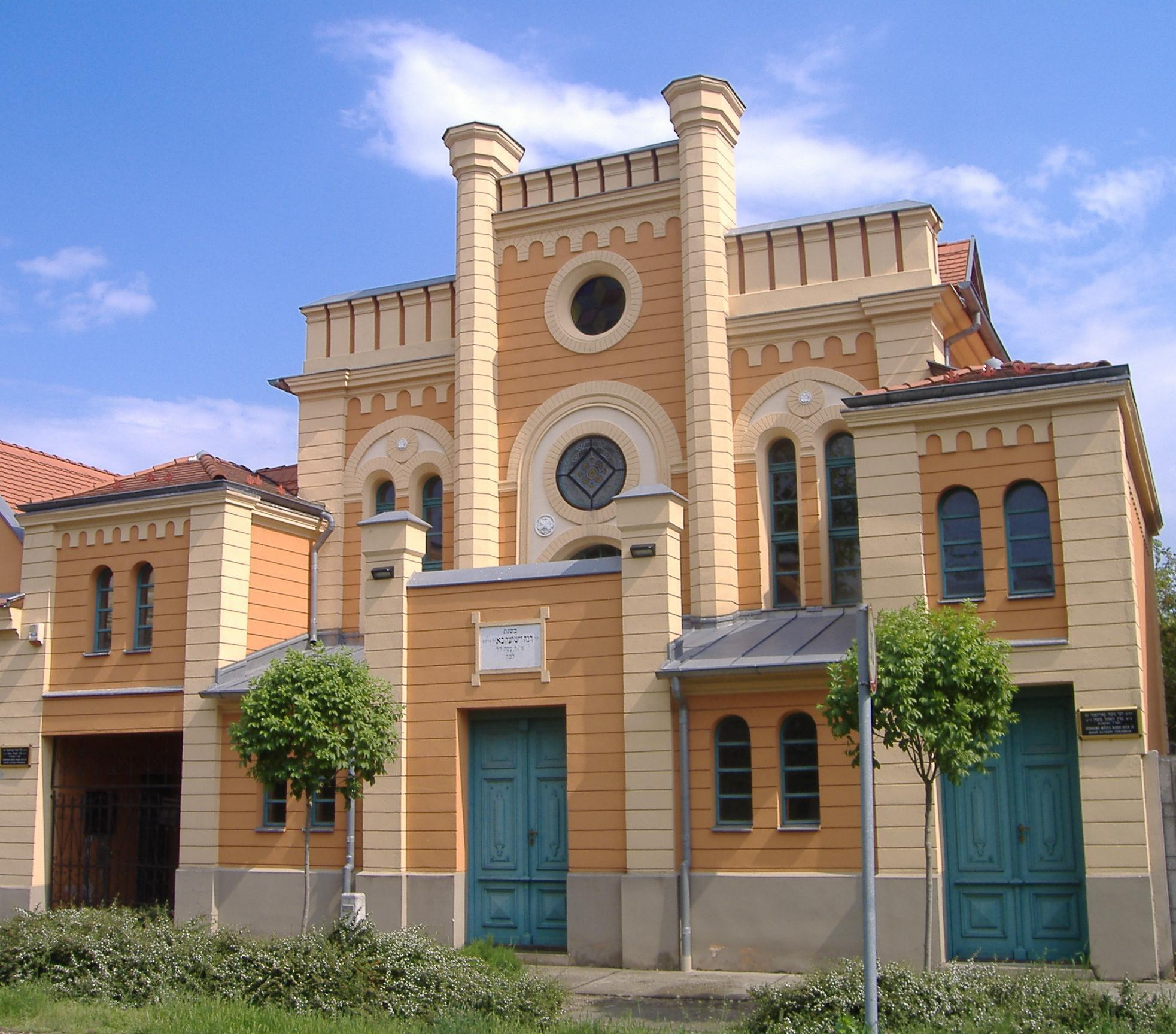
Synagoge van Makó
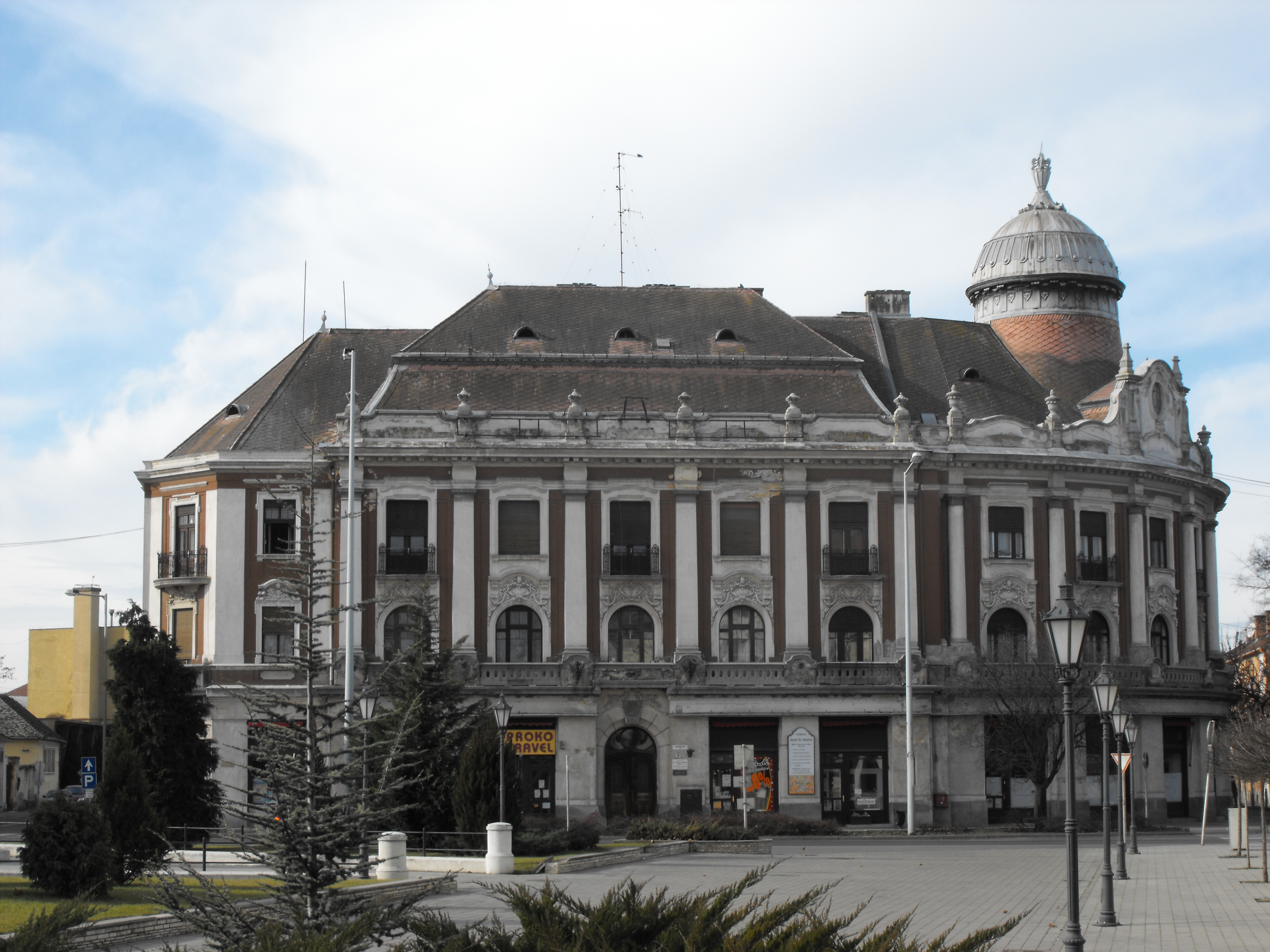
'huurderspaleis'
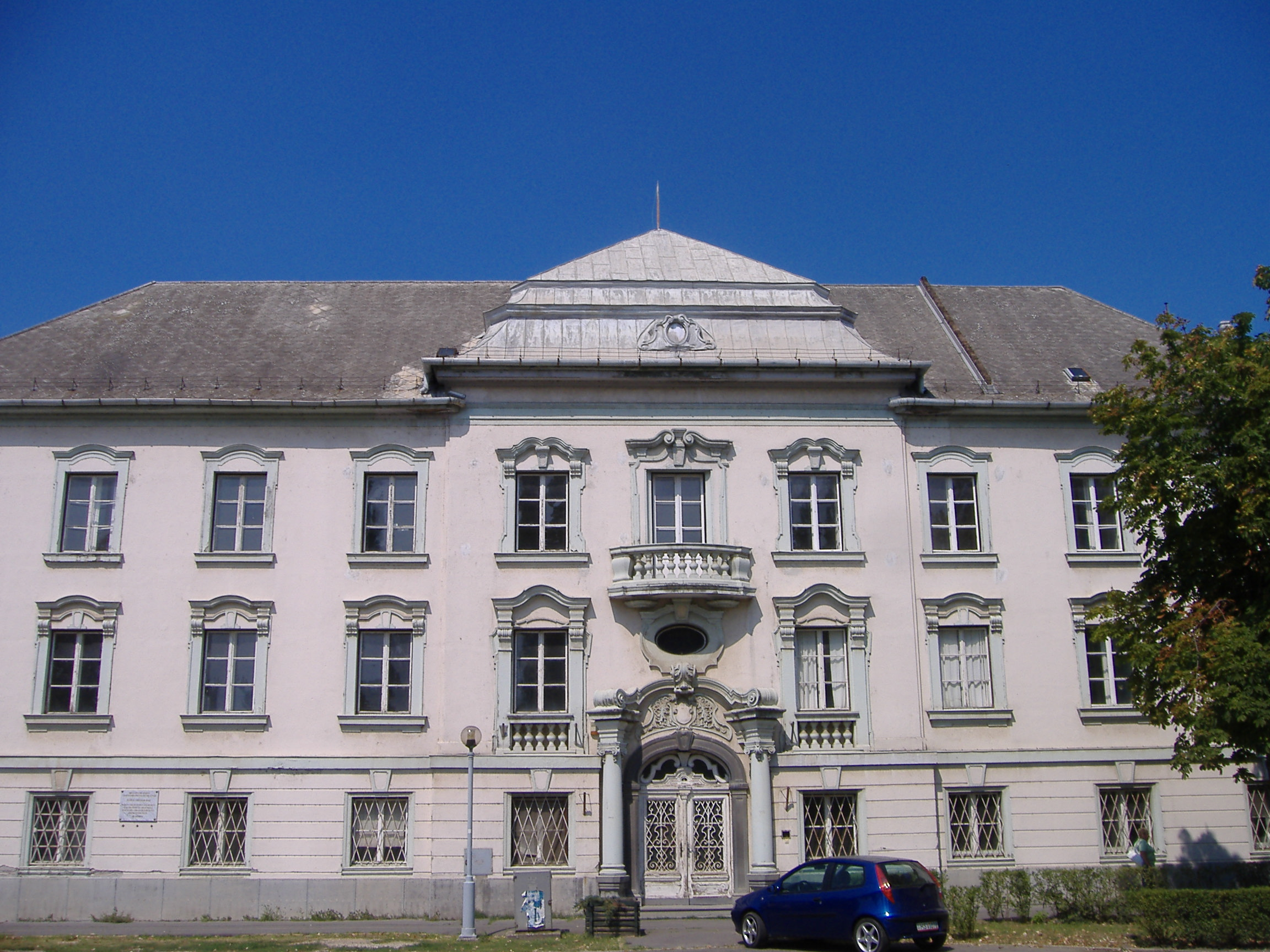
Voormalig politiebureau
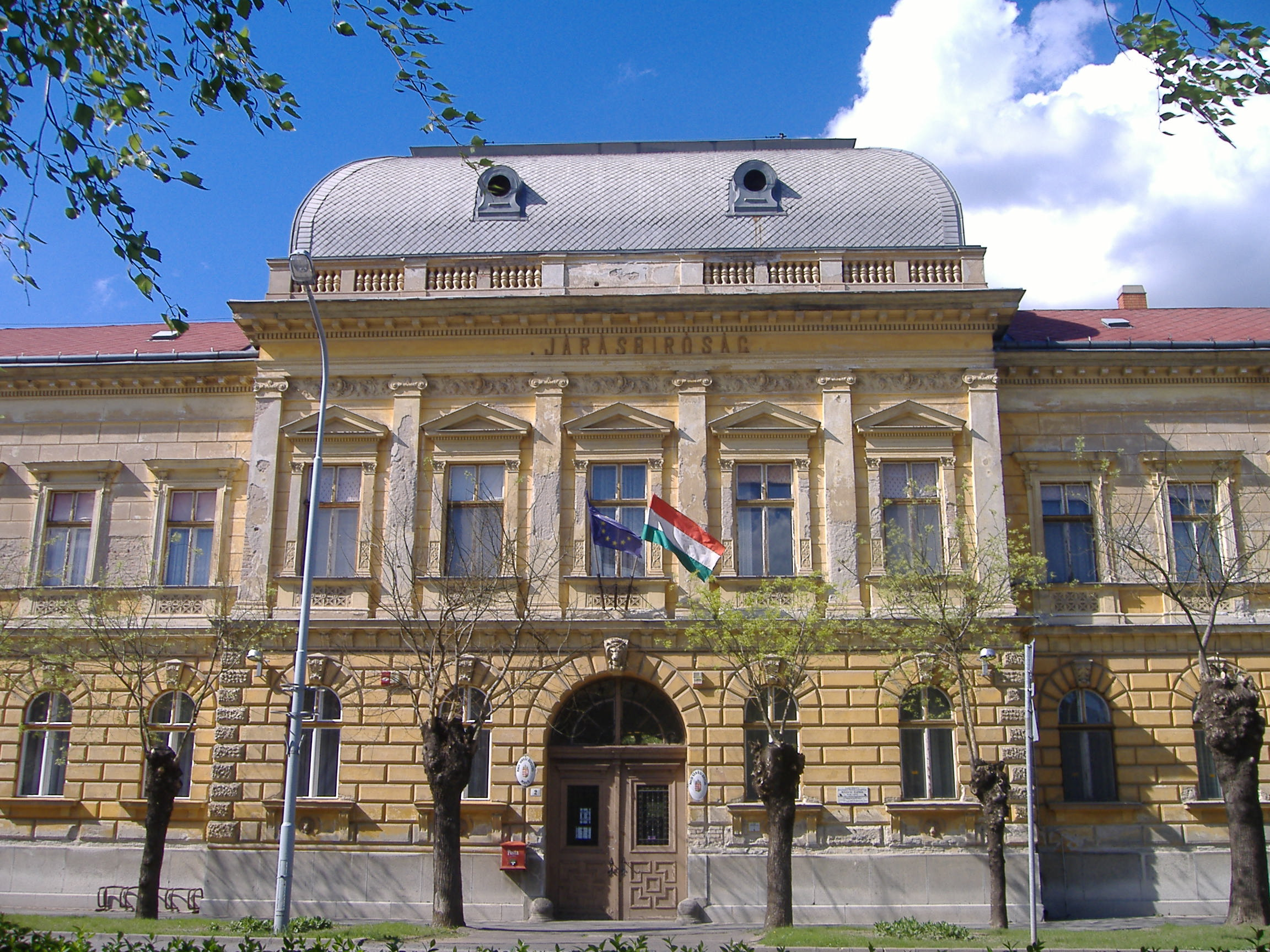
Rechtbank van Makó
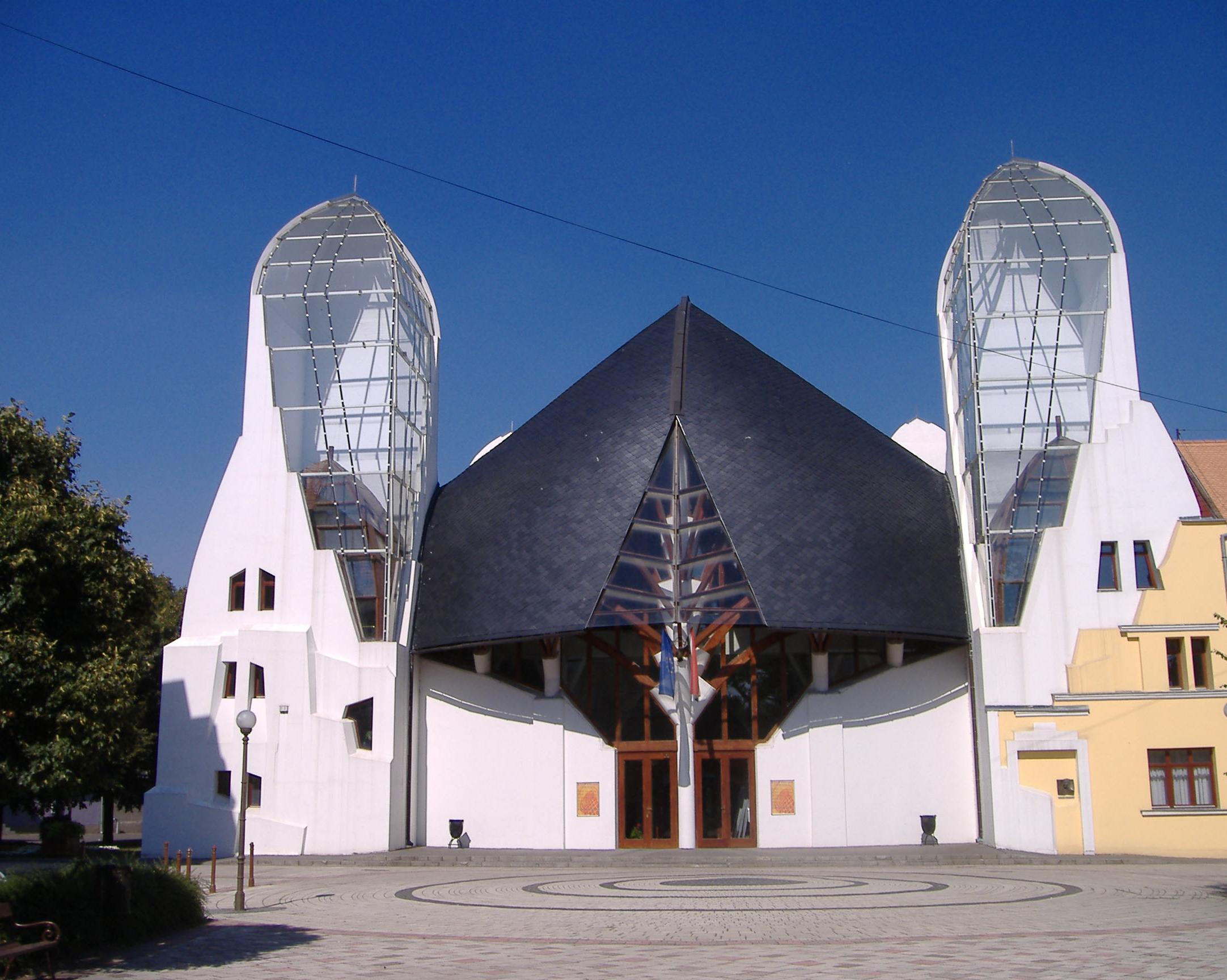
Cultuurcentrum 'Uienhuis'

## Toerisme
Makó is in Hongarije bekend om haar uienteelt. Het cultuurhuis/theater heet Hagymaház (Uienhuis). De stad heeft zich in de afgelopen jaren ontwikkeld tot kuuroord. Het Hagymatikum is een groot bad- en kuurcomplex.

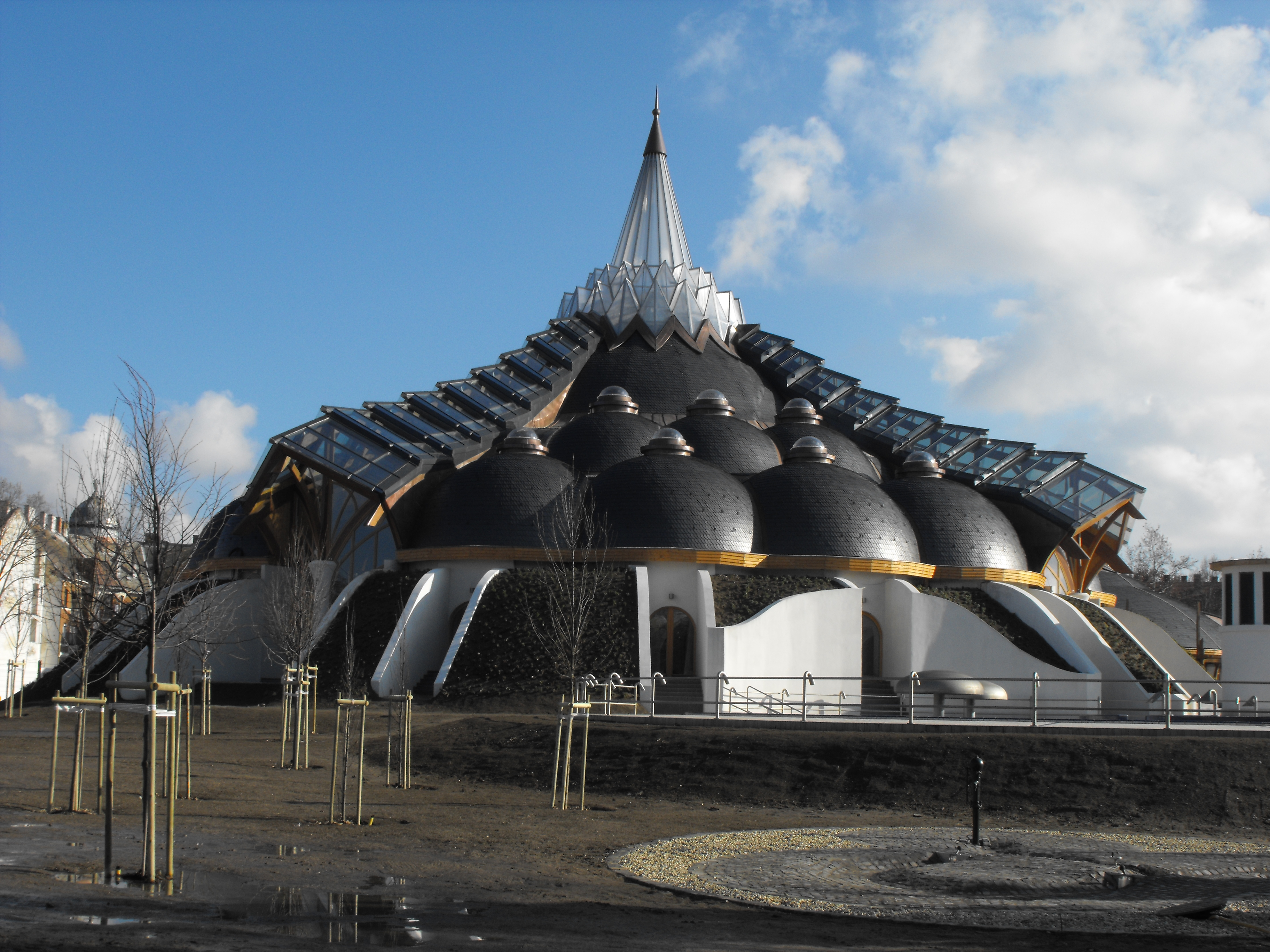
Hoofdgebouw badcomplex
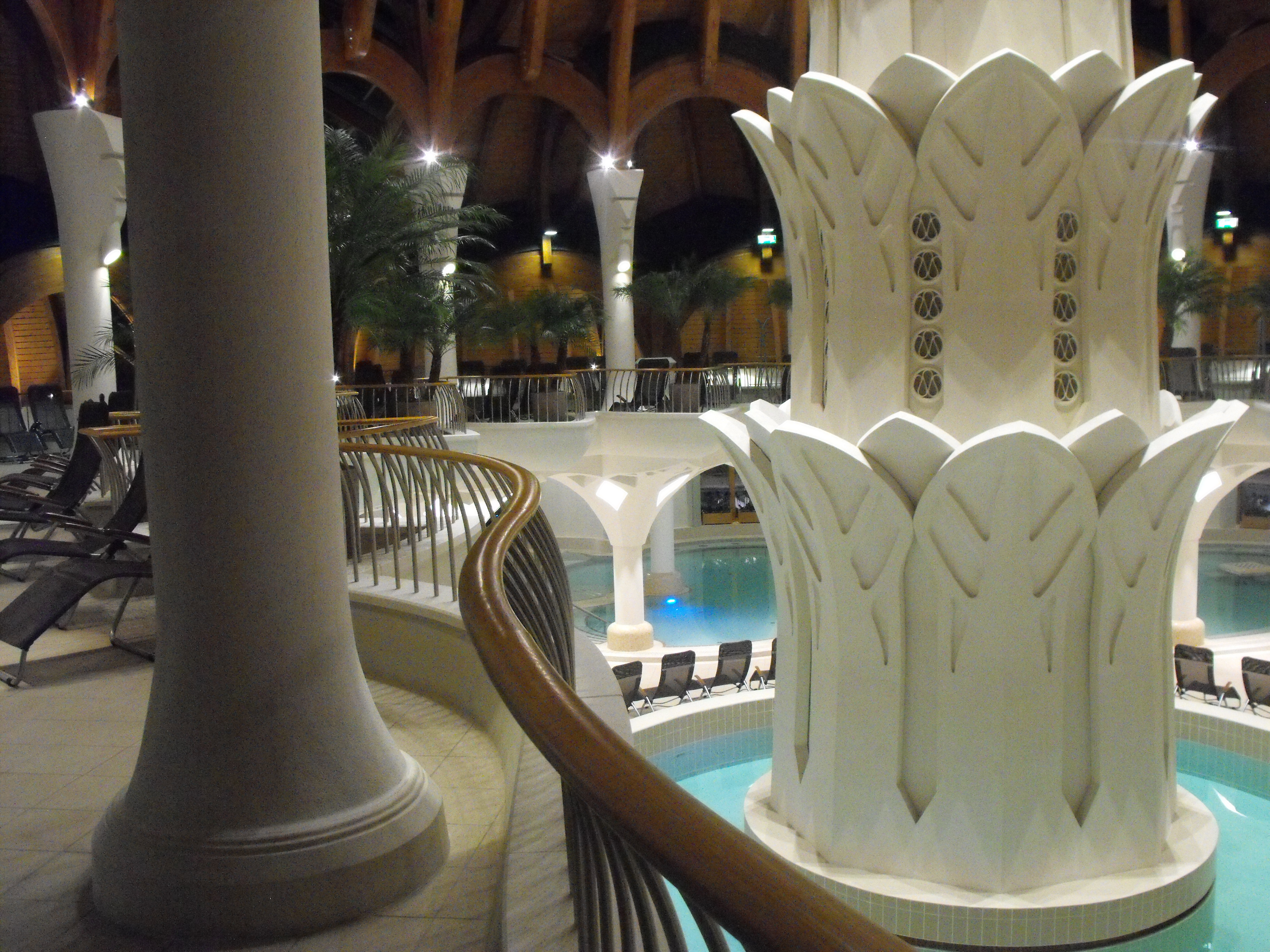
Binnenzijde badcomplex
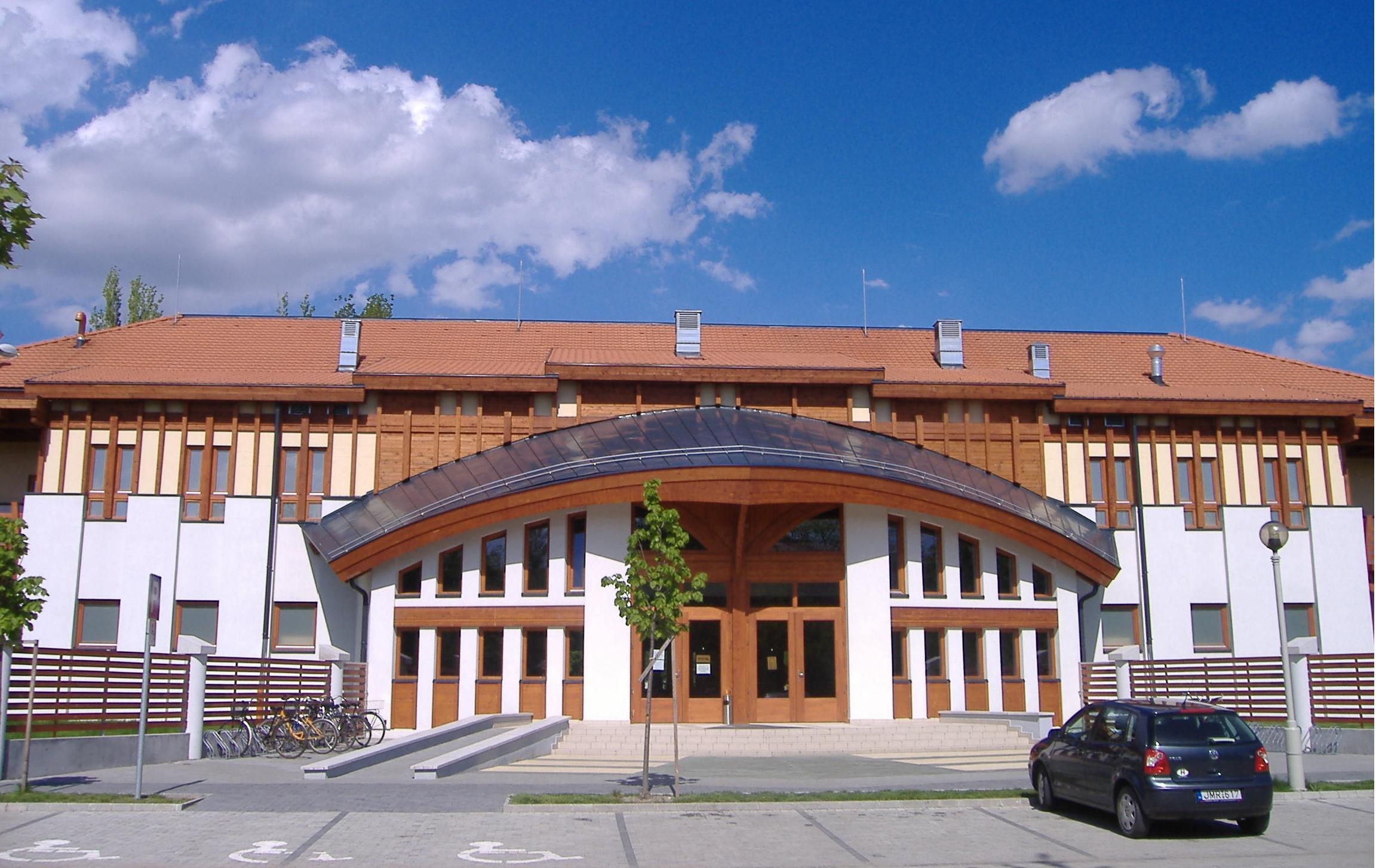
Wedstrijdbadgebouw (2007)
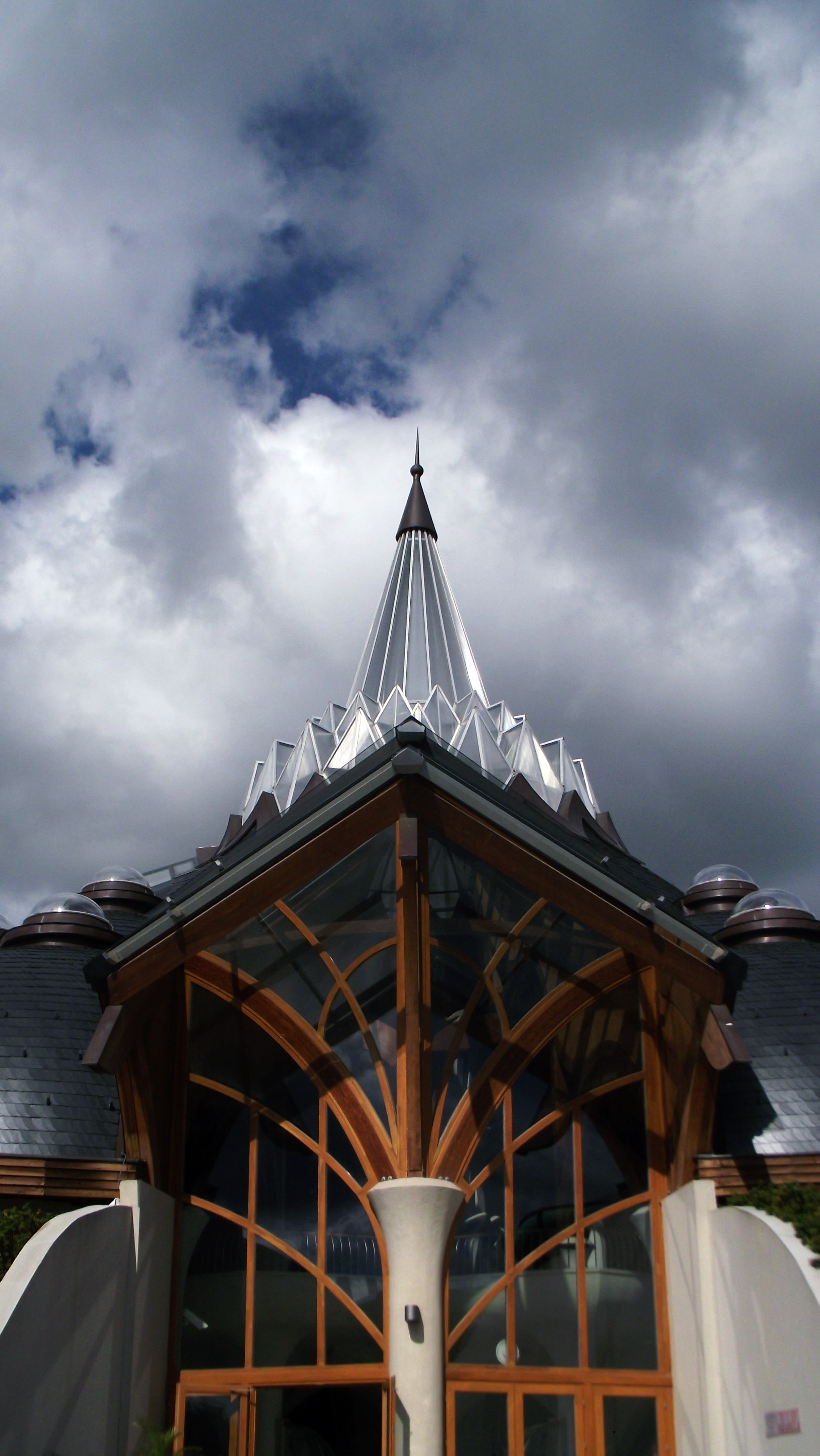
Hoofdingang

Naast het Thermaalbad is er in Makó een sportmuseum te vinden en een museum gewijd aan Attila József een beroemde Hongaarse dichter.

## Geboren in Makó
- André de Toth (1912-2002), Amerikaans filmregisseur van Hongaarse afkomst
- József Kristóffy, (1857-1928), Hongaars minister van Buitenlandse Zaken
- Joseph Pulitzer, (1847-1911), Oostenrijks-Hongaars-Amerikaans uitgever